# Дољане (Звечан)
Дољане (алб. Dolanë) је насеље у општини Звечан, Косово и Метохија, Република Србија. Село је након 1999. године познато и као Долан (алб. Dolan)

## Географија
Дољане је са обе стране потока, десне притоке Козаревске Реке. Оно је са потесом опкољено Видовим Брдом, Косом и Козаревском Реком. Куће су подигнуте по странама ниских побрђа и оне су у низу који се спушта са Видова Брда према долини. Вода се употребљава са бунара, који се називају по презименима власника и бунар у Равни. Њиве су по странама побрђа, али су главне оне на алувијалној равни поред реке; ливаде су на местима: Живкова Ливада, Ледина, Козаревска Раван, Падалиште, Доња Ливада, Средња Ливада, Горња Ливада, Баре, Ора(х)овица и Коса; испаше су по Видову Брду а тамо су и појила за стоку. Успевају разне врсте јабука, од којих је најбоља „будимка“.

## Историја
Као село Дољани унето је у турски пописни списак села 1455. године. Оно је тада било у жупи Звечану на месту Старом Селу ниже Видова Брда. То старо село забележено је 1711, затим 1832. године. Од њега је остало гробље и црквина, на чијим темељима је подигнута црквица 1930. године, посвећена Спасовдану. У народу се назива Дољанска Црква. Данашње гробље је код обновљене цркве. Године 1948. Дољане је имало 138 становника.

## Порекло становништва
Порекло становништва по родовима:
- Минићи, 4 куће, Танасковићи, 4 куће, Радисављевићи, 2 куће, Милетићи, 9 кућа, слава Ђурђевдан, су Дробњаци, од Милетића у Смилову Лазу на Рогозни.
- Мекоделац, Миловић, 1 кућа, слава Митровдан, је досељен из Житковца, старином из црногорске Херцеговине.

## Демографија
Према проценама из 2009. године које су коришћене за попис на Косову 2011. године, ово насеље је имало 179 становника, већина Срби.
| Година       | 1948 | 1953 | 1961 | 1971 | 1981 | 1991 | 2011 |
| ------------ | ---- | ---- | ---- | ---- | ---- | ---- | ---- |
| Становништво | 138  | 151  | 178  | 217  | 247  | 241  | 179  |

|  |